# Seznam angleških pevcev
Seznam angleških pevcev.

## A
- Andy Abraham
- Andi Sex Gang (Andreas McElligott)
- Bryan Adams (kanadsko-angleški)
- Barry Adamson?
- Sade Adu (Helen Folsade Adu) (nigerijsko-britanska)
- Damon Albarn
- Adele (Adele Laurie Blue Adkins)
- Taz Alexander
- Jacob Allen pka Puma Blue
- Lily Allen
- Marc Almond
- Shola Ama
- Brett Anderson (pevec)
- Ian (Scott) Anderson (škotsko-angleški)
- Jon Anderson
- Animal (Nick Culmer)
- Lisa Andreas
- Chris Andrews (angleško-nemški)
- Julie Andrews
- Anohni (Antony Hegarty)
- Anne-Marie Rose Nicholson
- Adam Ant
- Gabrielle Aplin
- Tasmin Archer
- Rod Argent
- Joan Armatrading
- Dido Armstrong
- Neil Arthur - Blancmange
- James Arthur
- Daniel Ash
- Richard Ashcroft
- Ian Astbury
- Rick Astley
- Al Atkins
- Natacha Atlas

## B
- Bakar (Abubakar Baker Shariff-Farr)
- Pato Banton (Patrick Murray)
- Carl Barât
- Garry Barlow
- Tahliah Debrett Barnett (um.i. FKA Twigs)
- Marcia Barrett
- Syd Barrett
- Tina Barrett
- Alan Barton
- James Bay
- Victoria Beckham
- Natasha Bedingfield
- Adrian Belew
- Andy Bell
- Eliza Bennett
- Jane Birkin (1946-2023)
- Black (Colin Vearncombe)
- Cilla Black
- Katharine Blake
- Colin Blunstone
- James Blunt
- Jim Bob (James Robert Morrison)
- Marc Bolan (Marc Field)
- Simon Le Bon
- Helena Bonham Carter
- Graham Bonnet
- Martin 'Boz' Boorer
- Tim Booth
- Adrian Borland
- Dane Bowers
- David Bowie
- Al Bowlly
- Billy Bragg
- Martin Bramah (Martin Beddington)
- Laura Branigan ?
- Sarah Brightman ?
- Gary Brooker
- Elkie Brooks
- Arthur Brown
- Ian Brown
- Melanie Brown ("Mel B")
- Nicholas Bullen
- Emma Bunton
- Eric Burdon
- Jean-Jacques Burnel
- Jake Burns
- Kate Bush
- Bilinda Butcher
- Richard Butler
- Biff Byford
- David Byrne
- David Byron

## C
- Anna Calvi
- Duncan Campbell
- Ali Campbell
- Naomi Campbell
- Captain Sensible (Raymond Ian Burns)
- JC Carroll (Jean-Marie Caroll)
- Joanne Catherall
- Paul Cattermole
- Tina Charles (r.Tina Hoskins)
- Charli XCX
- Célena Cherry
- Neneh Cherry (švedsko-angl.)
- Melanie Chisholm
- Eric Clapton
- Petula Clark
- Benjamin Clementine
- Garry Cobain
- Joe Cocker
- Jaz Coleman
- Phil Collins
- Jimmy Constable
- Julian Cope
- Hugh Cornwell
- Elvis Costello
- Dave Cousins
- David Coverdale
- Noël Coward
- Alex Cox
- Peter Cox
- Mike Craft
- Taio Cruz
- Nick Culmer - Animal
- Tim Curry
- Ian Curtis

## D
- Daddy G (Grantley Evan Marshall)
- Sara Dallin
- Roger Daltrey
- Jacqui Dankworth
- Ray Davies (& Dave Davies)
- Carol Decker
- Kiki Dee
- Martin Degville
- (Desmond Dekker)
- Cara Delevingne
- Robert Del Naja
- Simon "Detroit" Denbigh
- Sandy Denny
- Howard Devoto
- Paul Di'Anno (Paul Andrews)
- Bruce Dickinson
- Dido (Florian Cloud de Bounevialle O'Malley Armstrong)
- Steve Diggle
- Ken Dodd
- Pete Doherty
- Howard Donald
- Gail Ann Dorsey
- Stephanie Dosen
- Charlie Drake
- Corinne Drewery
- Julie Driscoll
- Ian Dury

## E
- Nick Van Eede
- Edei (Emma Deigman)
- Lu Edmonds
- Perrie Edwards
- Andrew Eldritch
- Eliza (prej Eliza Doolittle; pr.i. Eliza Sophie Caird)
- Joe Elliott
- Katherine Ellis
- Sophie Ellis-Bextor
- Alya Elouissi (alžirsko-slovensko-angleška)
- Emika
- Emmy the Great (Emma-Lee Moss)
- Brian Eno
- Estelle (Fanta Swaray)
- Valerie Etienne
- Rod Evans
- Jade Ewen
- George Ezra (Barnett)

## F
- (Siobhan Fahey)
- Adam Faith (Terence Nelhams Wright)
- Paloma Faith (Blomfield)
- Marianne Faithfull
- Earl Falconer
- Georgie Fame (Clive Powell)
- Chris Farlowe
- Bill Fay
- Julie Felix (ameriško-angleška)
- Tom Felton
- Bryan Ferry
- Fink (Fin Greenall)
- Dani Filth
- Patrik Fitzgerald
- FKA Twigs (Tahliah Debrett Barnett)
- Keith Flint
- Lita Ford (angleško-ameriška)
- Chris Foreman
- Paul Fox
- Samantha Fox
- John Foxx (Dennis Leigh)

## G
- Peter Gabriel
- Gabrielle (Louisa Gabriella Bobb)
- Dave Gahan
- Liam Gallagher
- Noel Gallagher
- Rosie Garland
- David Garrick
- Green Gartside
- Boy George (George Alan O'Dowd)
- Max George
- Mikey Georgeson
- Robin Gibb
- Gillian Gilbert
- Peter Giles
- Ian Gillan
- David Gilmour
- Gary Glitter
- Jeremy Gluck
- Jess Glynne
- Vic Godard
- Rachel Goswell
- Ellie Goulding
- Melissa Graham
- Eddy Grant (gvajansko-britanski)
- Peter Green (Peter Allen Greenbaum)
- Pro(fessor) Green (Stephen Manderson)
- Barney Greenway
- Joyce Grenfell
- Kelly Groucutt
- Roy Guest
- Jessica Guise

## H
- Steve Hackett
- Tony Hadley
- Rob Halford
- Terry Hall
- Toni (Antoniette) Halliday
- Geri Halliwell
- Neil Halstead
- Peter Hammill
- Sarah Harding
- Charlie Harper (David Charles Perez)
- Bon (Vaughan) Harris
- George Harrison
- Mike Harrison
- Robert Hart
- Tim Hart
- PJ Harvey (Polly Jean Harvey)
- Norman Hassan
- Lianne La Havas
- Chesney Hawkes
- Justin Hawkins
- Justin Hayward
- Imogen Heap
- Steve Hewitt
- Tom Hingley
- Noddy Holder
- Mark Hollis
- Peter Hook
- Honest John Plain (John Splain)
- Trevor Horn
- Mick Hucknall
- Mike Hugg?
- Glenn Hughes
- Greg Hughes
- Engelbert Humperdinck
- Paul Humphreys
- Darryl Hunt
- Ian Hunter (Patterson)
- Anne-Marie Hurst
- Wayne Hussey
- Ashley Hutchings
- Dev Hynes

## I
- Ian Hunter (Patterson)
- Billy Idol (William Michael Albert Broad)
- Steve Ignorant (Steven Williams)
- Imaani (Saleem)
- Natalie Imbruglia (avstralsko-angleška)

## J
- Martyn Jacques
- Mick Jagger
- Jakko Jakszyk (Michael Lee Curran)
- Brian James (Brian Robertson)
- Jeff "J.J." Janiak
- Philip Jap
- Dino Jelušić (Dino Jelusick)
- Colin Jerwood
- Elton John (Reginald Kenneth Dwight)
- Leee John
- Brian Johnson
- Holly Johnson
- (Brian Jones)
- Cherie Jones
- Davy Jones
- Mick Jones
- Paul Jones
- (Stephen Phillip Jones)

## K
- Miles Kane
- Edward Ka-Spel (angl.-nizozemski)
- Jay Kay
- Peter Kember (a.k.a. Sonic Boom)
- Gary Kemp
- Errol Kennedy
- Nik Kershaw
- Kiki Dee (Pauline Matthews)
- Lemmy Kilmister (Ian Frazer)
- Jon King
- Benji Kirkpatrick
- Mac and Katie Kissoon ?

## L
- Cleo Laine (Lady Dankworth DBE)
- Greg Lake
- Larisa Music
- Hugh Laurie
- Simon Le Bon
- Christopher Lee
- Dee C. Lee
- Jonathan "Jon" Lee
- Sara Lee
- Anne Lenner
- John Lennon
- (Keith Levene)
- Graham Lewis?
- Leona Lewis
- Tony Lewis
- Eve Libertine (Bronwyn Lloyd Jones)
- Limahl (Christopher Hamill)
- Dua Lipa (kosovskega rodu)
- Philip Charles Lithman - Snakefinger
- Lora Logic (Susan Whitby)
- Monie Love (Simone Johnson)
- Lene Lovich
- Chris Lowe
- Annabella Lwin (Myant Myant Aye)
- John Lydon (Johnny Rotten)
- Omar Lye-Fook
- Vera Lynn (Vera Margaret Welch)
- Jeff Lynne (ps. Otis /Clayton Wilbury)
- Phil Lynott (angl.-irski)

## M
- Ewan MacColl (James Henry Miller)
- Kirsty MacColl
- Zayn Malik
- Manfred Mann
- Johnny Marr
- Steve Marriott
- Chris Martin
- John Martyn
- Dave Mason
- Barrie Masters
- (Glen Matlock)
- Jean-Paul 'Bluey' Maunick
- Lee Mavers
- Brian May
- John Mayall
- Kirsty MacColl
- Shane MacGowan
- Douglas McCarthy
- Paul McCartney
- Andy McCluskey
- Carl McCoy
- Ben McCrow
- Ian McCulloch
- Bradley McIntosh -"City Boy"
- Declan Mckenna
- Julia McKenzie
- Graham McPherson ("Suggs")
- Ralph McTell (Ralph May)
- Christine McVie
- Katie Melua (gruz. ქეთევან მელუა)
- Freddie Mercury (Farrokh Bulsara)
- George Michael (Georgios Kyriacos Panayiotou; Γεώργιος Kυριάκος Παναγιώτου)
- Mika (Michael Holbrook Penniman Jr.) (libanonskega rodu)
- Jyoti Prakash Mishra
- Liz Mitchell
- Brian Molko
- Tony Momrelle
- James Morrison
- James Robert Morrison (Jim Bob)
- Patricia Morrison
- (Steven Patrick) Morrissey
- Alison Moyet
- Mae Muller
- Carey Mulligan
- Marcus Mumford
- Peter Murphy
- Róisín Murphy
- Pauline Murray
- Tessa Murray

## N
- Robert Del Naja
- Aki Nawaz (Haq Nawaz Qureshi)
- Bill Nelson
- Jesy Nelson
- Shara Nelson
- Colin Newman
- Nicolette (Nicolette Love Suwoton: nigerijskega rodu)
- Danbert Nobacon (Nigel Hunter)
- Jim Noir
- Chris Norman
- Gary Numan (Gary Anthony James Webb)

## O
- Philip Oakey
- Billy Ocean
- Kele Okereke
- Jo O'Meara
- Rita Ora (Rita Sahatçiu) (kosovskega rodu)
- Cait O'Riordan
- Rodney Orpheus
- Roland Orzabal
- Ozzy Osbourne
- Jacquie O'Sullivan
- John Otway
- Malcolm Owen
- Mark Owen
- Tim »Ripper« Owens

## P
- Elaine Paige
- Robert Palmer
- Rick Parfitt
- John Parish
- Clive Parker
- Tom Parker
- Andy Partridge
- Passenger (Michael David Rosenberg)
- Ian Hunter Patterson
- John Payne
- Liam Payne
- Douglas P.(earce)
- Jack Peñate
- Brendan Perry
- Phildel Hoi Yee Ng
- Rebecca Pidgeon
- Jason Pierce
- Leigh-Anne Pinnock
- Robert Plant
- Su Pollard
- Poly Styrene (Marianne Joan Elliott-Said)
- Genesis (Breyer) P-Orridge (Neil Andrew Megson)
- Mariama Potts (née Mariama Goodman)
- Natalie Powers
- Reg Presley
- Maddy Prior
- Puma Blue (Jacob Allen)
- Jimmy Pursey

## R
- Rag'n'Bone Man (Rory Charles Graham)
- Raye (Rachel Agatha Keen)
- Chris Rea
- Chris Reed
- Keith Relf
- Kimberley Rew
- Cliff Richard (Harry Rodger Webb)
- (Keith Richards)
- Andrew Ridgeley
- Candia Ridley
- James Righton
- Juliet Roberts
- Paul Roberts
- Tom Robinson
- Paul Rodgers
- Gavin Rossdale
- Francis Rossi
- Johnny Rotten (John Lydon)
- Sam Ryder Robinson
- Shaun Ryder

## S
- Sade (Adu) (nigerijsko-britanska)
- Daz Sampson
- Paul Samson
- Peter Sarstedt
- Leo Sayer
- Polly Scattergood
- Naomi Scott
- Seal (Henry Olusegun Adeola Samuel)
- Peter Sellers?
- Helen Shapiro
- Sandie Shaw
- Ed Sheeran
- Pete Shelley (Peter Campbell McNeish)
- Sid Vicious (John Simon Ritchie)
- Kevin Simm
- Jean Simmons
- Paul Simonon
- Paul Simpson
- Siouxsie Sioux (Susan Janet Ballion)
- Skin (Deborah Anne Dyer)
- Paul Slack
- Curt Smith
- Mark E. Smith
- Robert Smith
- Sam Smith
- Snakefinger (Philip Charles Lithman)
- Sonja Kristina (Shaw)
- Hannah Spearritt
- Russ Spencer
- Tom Spencer
- Spizz (Kenneth Spiers)
- Dusty Springfield (Mary Isobel Catherine Bernadette O'Brien)
- Chris Squire
- Spider Stacy
- Lisa Stansfield
- Alvin Stardust (Bernard William Jewry; Shane Fenton)
- Ringo Starr (Richard Starkey)
- Tommy Steele (Thomas Hicks)
- Michelle Stephenson
- Cat Stevens (Yusuf Islam; prv. Steven Demetre Georgiou)
- Rachel Stevens
- David A. Stewart
- Mark Stewart
- Rod Stewart
- Sting (Gordon Sumner)
- Joss Stone
- Lally Stott
- Steve Strange (Stephen John Harrington)
- Gary Stringer
- Joe Strummer (John Graham Mellor)
- Harry Styles
- Suggs (Graham McPherson)
- Justine Suissa
- Susan Ann Sulley
- Bernard Sumner
- SuRie (Susanna Marie Cork)
- David Sylvian
- Dave Swarbrick

## T
- Trevor Tanner
- Roger Taylor
- Neil Tennant
- Nicky Tesco (Nick Lightowlers)
- Jade Thirlwall
- (Nicky Thomas)
- Ray Thomas
- Chris Thompson
- Tracey Thorn
- David Tibet (David Michael Bunting)
- Tanita Tikaram
- Martina Topley-Bird
- Pete Townshend
- Ross Tregenza - "Sneaky"
- Andreya Triana
- Robin Trower
- Alex Turner
- Frank Turner
- Joe Lynn Turner
- Twiggy (Lesley Hornby/Lawson)
- Judie Tzuke

## U
- Tracey Ullman

## V
- Dave Vanian (David Lett)
- Tim Vic

## W
- John Waite
- Tony Wakeford
- Richard "Militia" Walker
- Scott Walker (Noel Scott Engel) (amer.-angl.)
- Algy Ward?
- Bill Ward
- Jessie Ware
- Baz Warne
- James Warren
- Roger Waters
- Ben Watt
- (Charlie Watts)
- Lou Watts
- Raymond Watts
- Carl Wayne
- Florence Welch
- Paul Weller
- Tina Weymouth
- Caron Wheeler
- Kim Wilde (Kim Smith)
- Alan Wilder
- Dennis Willcock
- Robbie Williams
- Jason Williamson
- Amanda Wilson
- Steven Wilson
- Amy Winehouse
- Steve Winwood
- Jah Wobble (John Joseph Wardle)
- (Ron Wood)
- Roy Wood
- Keren Woodward
- Tim Worman (a.k.a. Tim Polecat)
- Pete Wylie
- Bill Wyman

## Y
- Thom Yorke
- Paul Young

## Z
- Lenny Zakatek (Lenny du Platel)
- Benjamin Zephaniah